# MŠK Žilina
Mestsky Sportovy Klub Zilina, cunoscută și ca MSK Zilina, a fost o echipă de fotbal din orașul Žilina, Slovacia,care a evoluat în Superliga Slovacă. Fondată în anul 1993, Liga Slovacă, a fost reprezentată de către MSK Zilina, care a câștigat 7 titluri de campioană a Slovaciei.

## Istorie
- 1909 - Fondat ca Zsolnai Testgyakorlók Köre (ZsTK)
- 1910 - Redenumit în Zsolnai TS
- 1919 - Redenumit în SK Žilina
- 1948 - Redenumit în Sokol Slovena Žilina
- 1953 - Redenumit în Jiskra Slovena Žilina
- 1956 - Redenumit în DSO Dynamo Žilina
- 1961 - Prima calificare într-o competiție europeană, 1962
- 1963 - Redenumit în Jednota Žilina
- 1967 - Redenumit în TJ ZVL Žilina
- 1990 - Redenumit în ŠK Žilina
- 1995 - Redenumit în MŠK Žilina

### Titluri
- Fortuna liga (Prima divizie slovacă) (1993 - prezent)
  - Campioni (7): 2002, 2003, 2004, 2007, 2010, 2012, 2017
  - Locul 2 (3): 2005, 2008, 2009, 2015

- Zvazové Majstrovstvá Slovenska (Liga slovacă) (1925 - 1933)
  - Campioni (2): 1928, 1929

- Cupa Pribina (Supercupa Slovaciei)
  - Campioni (5): 2003, 2004, 2007, 2010, 2012

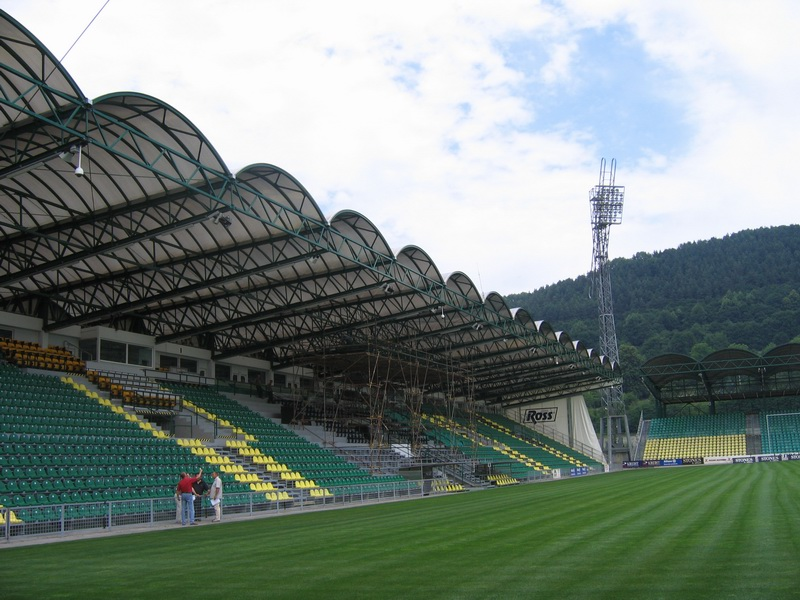
Stadionul Pod Dubňom

## Jucători notabili
- Stanislav Griga
- Viliam Hýravý
- Anton Krásnohorský
- Vladimír Kinier
- Dušan Kuciak
- Branislav Labant
- Vladimír Labant
- Marek Mintál
- Alexander Horváth
- Ladislav Molnár
- Peter Pekarík
- Štefan Priboj
- Ľubomír Reiter
- Branislav Rzeszoto
- Stanislav Šesták
- Radoslav Zabavník

## Antrenori notabili
- Štefan Jačiansky
- Ladislav Jurkemik
- Leoš Kalvoda
- Milan Lešický
- Jozef Marko
- Pavel Vrba